# 1. srpen
1. srpen je 213. den roku podle gregoriánského kalendáře (214. v přestupném roce). Do konce roku zbývá 152 dní. Svátek má Oskar.

## Události

### Česko
- 1832 – Začala pravidelná doprava koněspřežkou na trase České Budějovice – Linec.
- 1936 – Byl uveden do provozu první československý fototelegraf.
- 1973 – V Bohumíně byl ukončen provoz tramvají.
- 1979 – Novelizovaná Vyhláška federálního ministerstva vnitra č. 100/75 Sb., o pravidlech silničního provozu, zavedla nejvyšší povolené rychlosti vozidel (například 110 km/h na dálnicích a 90 km/h na silnicích mimo obec). Do té doby bylo jediným obecným omezením 60 km/h v obci od 5. do 23. hodiny.
- 1983 – Vichřice zničila památnou Tchořovickou lípu.
- 2005 – Byla vyhlášena CHKO Český les.

### Svět

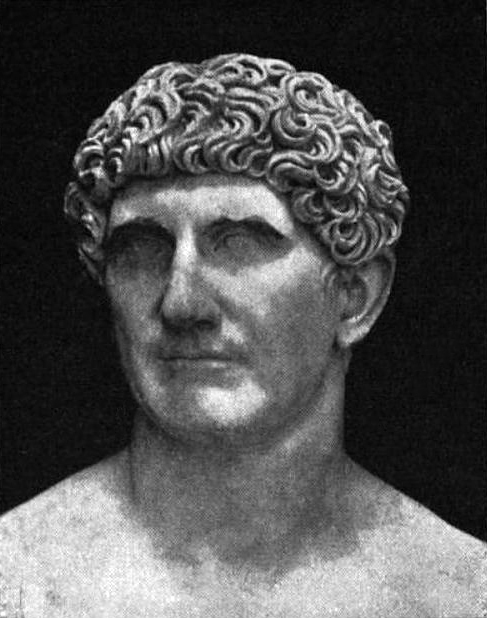
Marcus Antonius († 30 př. n. l.)

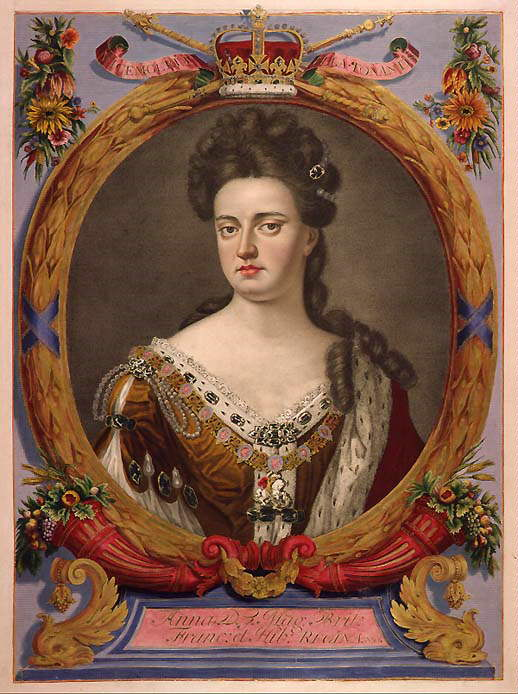
Anna Stuartovna († 1714)

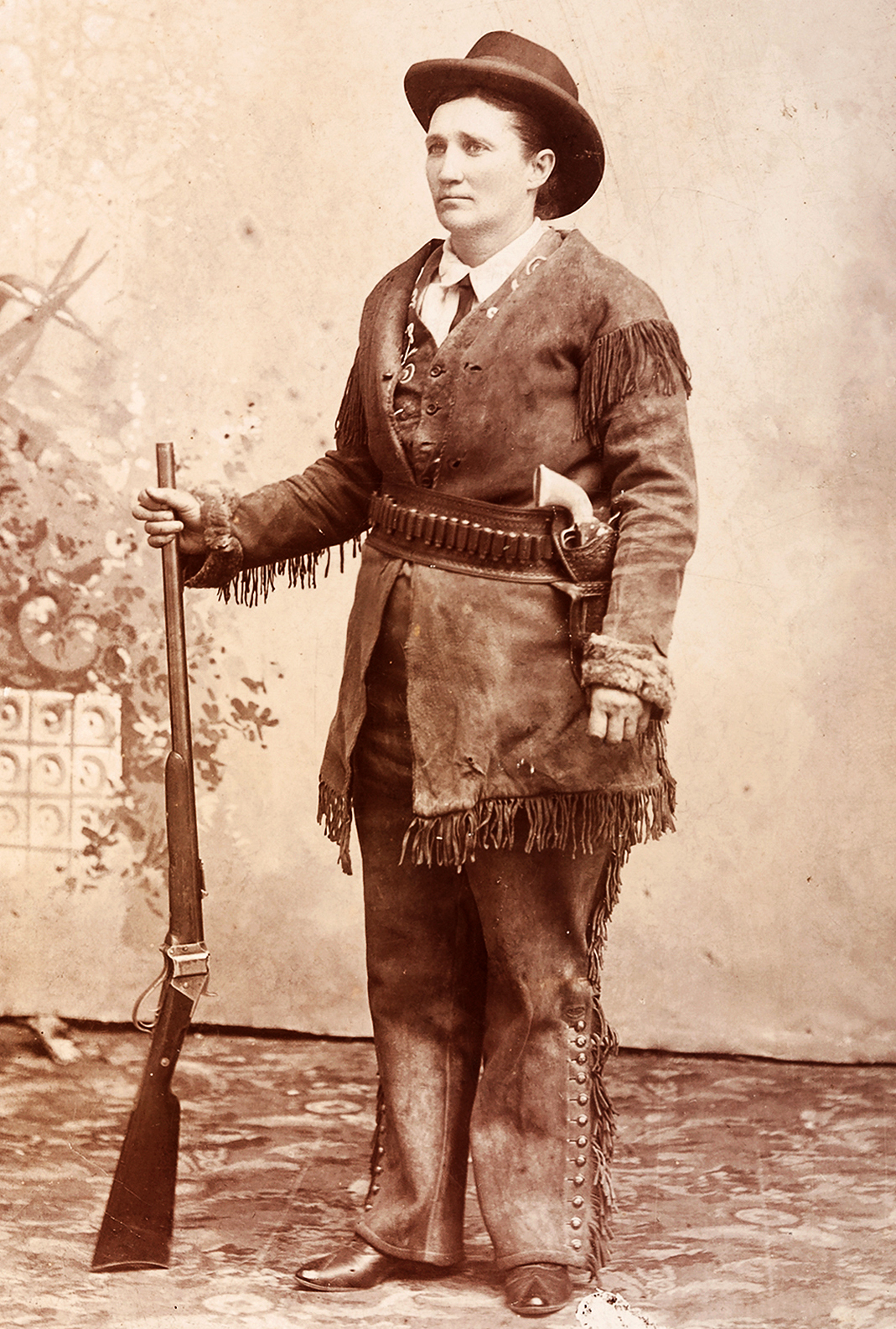
Calamity Jane († 1903)

- 0768 – Počátek pontifikátu papeže Štěpána III.
- 1291 – Uzavřením „smlouvy o věčném spolku“ mezi Schwyzem, Uri a Unterwaldenem vzniká Švýcarská konfederace.
- 1708 – Byl sezdán budoucí císař Karel VI. s princeznou Alžbětou Kristýnou Brunšvicko-Wolfenbüttelskou v Barceloně.
- 1798 – Napoleonské války: námořnictva Velké Británie a Francie se utkaly v bitvě u Abúkíru.
- 1831 – Proběhlo slavnostní otevření mostu London Bridge.
- 1876 – Colorado se stalo 38. státem USA.
- 1894 – Vypukla první čínsko-japonská válka.
- 1907 – Začal první skautský tábor na ostrově Brownsea vedený Robertem Baden-Powellem (považováno za počátek skautingu).
- 1912 – Zahájení provozu na nejvýše zbudované zastávce v Evropě (3 454 m n. m.) na Jungfraujoch společnosti Jungfraubahn ve Švýcarsku.
- 1936 – V Berlíně byly zahájeny XI. Letní olympijské hry.
- 1944 – Polsko: v 17 hodin, v tzv. hodinu „W“, začalo Varšavské povstání proti německým okupantům.
- 1944 – Anne Franková napsala poslední zápis do svého deníku.
- 1960 – Benin získal nezávislost na Francii.
- 1971 – V newyorském Madison Square Garden uspořádal George Harrison benefiční koncert pro Bangladéš.
- 1976 – Niki Lauda havaroval na německém okruhu Nürburgring.
- 1981 – Zahájila vysílání americká televizní stanice MTV.
- 2007 – V minnesotském Minneapolis se zhroutil 579 metrů dlouhý most do řeky Mississippi.
- 2008 – V pohoří Karákóram na hoře K2 zahynulo 11 osob při sérii nešťastných událostí.
- 2020 – V Spojených arabských emirátech se spustila první jaderná elektrárna – první jaderná elektrárna na území arabského světa.

## Narození
Viz též Kategorie:Narození 1. srpna — automatický abecedně řazený seznam.

### Česko

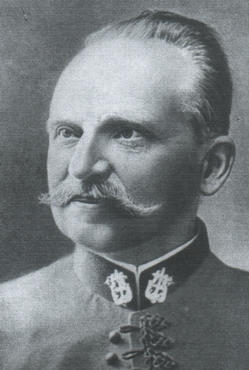
František Kmoch (* 1848)

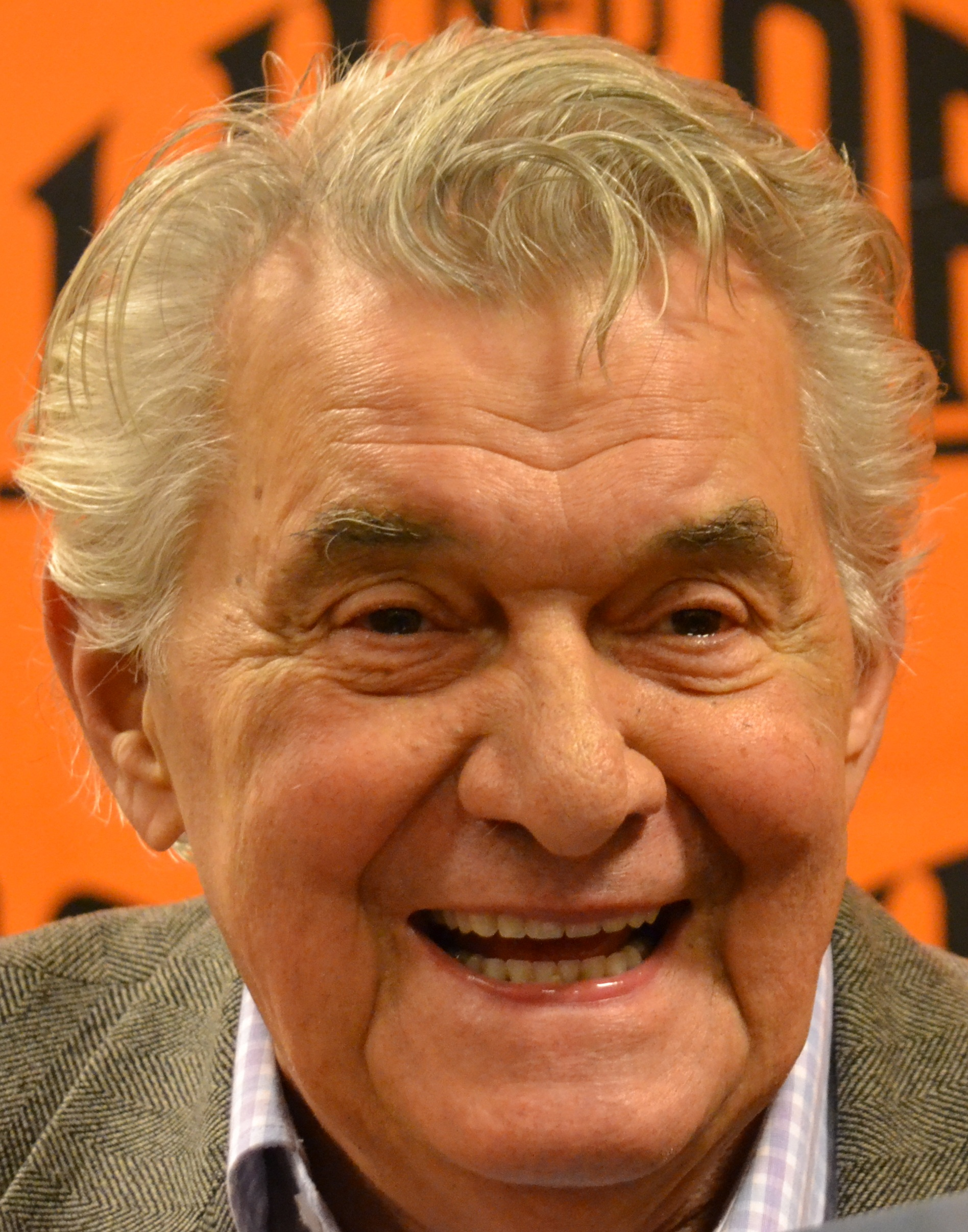
Ladislav Trojan (* 1932)

- 1831 – František Lepař, klasický filolog a překladatel († 21. prosince 1899)
- 1832 – Dominik Zbrožek, český a polský geodet († 1. července 1889)
- 1837
  - Jindřich Mošna, herec († 6. května 1911)
  - František Skrejšovský, právník, novinář a politik († 21. července 1902)
- 1838 – František Alois Hora, básník a překladatel († 30. října 1916)
- 1841 – Vilém Barvič, hudební skladatel († 26. března 1892)
- 1848 – František Kmoch, dirigent a skladatel († 30. dubna 1912)
- 1859 – Alois Slovák, jezuita, pedagog a vlastenecký kazatel († 23. března 1930)
- 1860 – František Polívka, botanik († 2. července 1923)
- 1861 – Pavel Albieri, česko-americký novinář a spisovatel († 21. října 1901)
- 1863 – Ludvík Jadrníček, malíř († 10. října 1954)
- 1870 – Ladislav Šaloun, sochař († 18. října 1946)
- 1873 – Josef Černoch, spisovatel († 8. června 1953)
- 1874 – Vilém Brodecký, politik († 21. ledna 1950)
- 1896 – Jaromír Funke, fotograf († 22. března 1945)
- 1902 – Josef Čapek, fotbalový reprezentant († 5. května 1983)
- 1904 – Františka Pecháčková, spisovatelka († 19. ledna 1991)
- 1908 – Miloslav Kabeláč, hudební skladatel (17. září 1979)
- 1909 – Josef Ehm, fotograf, pedagog a redaktor († 8. listopadu 1989)
- 1912 – Otakar Jaroš, voják († 8. března 1943)
- 1913 – Vratislav Janda, odbojář, oběť komunismu († 5. listopadu 1949)
- 1914 – Josef Černota, voják a příslušník výsadku Wolfram († 26. července 2001)
- 1921 – Oldřich Svačina, ministr průmyslu České socialistické republiky († 28. dubna 1978)
- 1922 – Vladimír Vondráček, malíř, výtvarník a sochař († 1. října 1992)
- 1928 – Ladislav Šupka, ministr pro techn. a invest. rozvoj ČSSR
- 1930 – Eugene Balon, kanadský ichtyolog českého původu († 4. září 2013)
- 1931 – Kamil Hála, jazzový hudební skladatel, pianista, dirigent
- 1932 – Ladislav Trojan, herec († 18. prosince 2022)
- 1933 – Dušan Třeštík, historik a publicista († 23. srpna 2007)
- 1935 – Naďa Svozilová, bohemistka, albanistka a balkanoložka
- 1950 – Ondřej Křivánek, fyzik
- 1951 – Jan Hlavička, spisovatel sci-fi a překladatel († 5. března 2018)
- 1952 – Jan Neubert, fotograf, nakladatel a umělec
- 1957 – Ivan Blecha, filozof a historik
- 1958 – Ivan Helekal, akademický malíř, grafik
- 1962 – Hana Seidlová, herečka
- 1964 – Martin Reiner, básník
- 1968 – Miloš Čermák, novinář
- 1972 – Martin Damm, tenista
- 1974 – Martin Strnad sportovní střelec a olympionik
- 1975 – Vhrsti, ilustrátor, spisovatel
- 1983 – Marek Balík, basketbalista
- 1994 – Eva Křížová, sportovní lezkyně a trenérka

### Svět

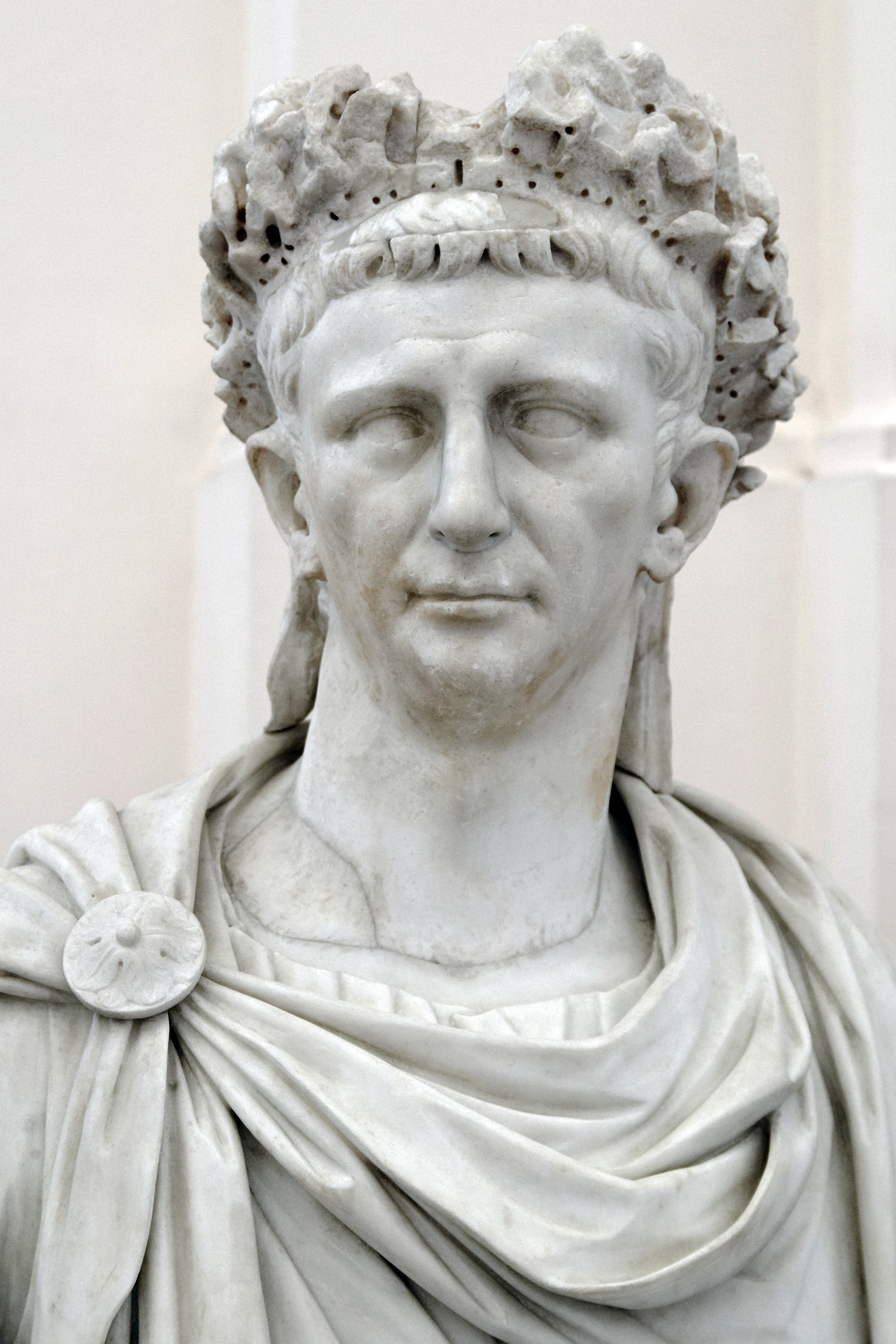
Claudius (* 10 př. n. l.)

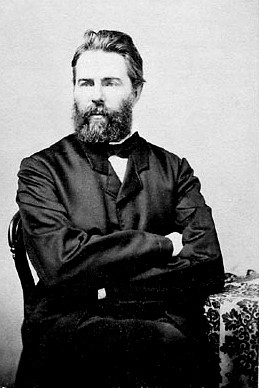
Herman Melville (* 1819)

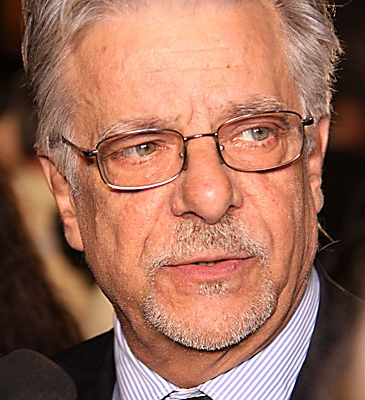
Giancarlo Giannini (* 1942)

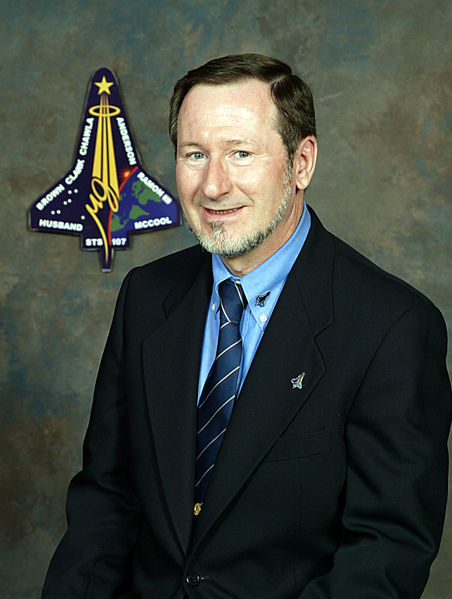
Douglas Dean Osheroff (* 1945)

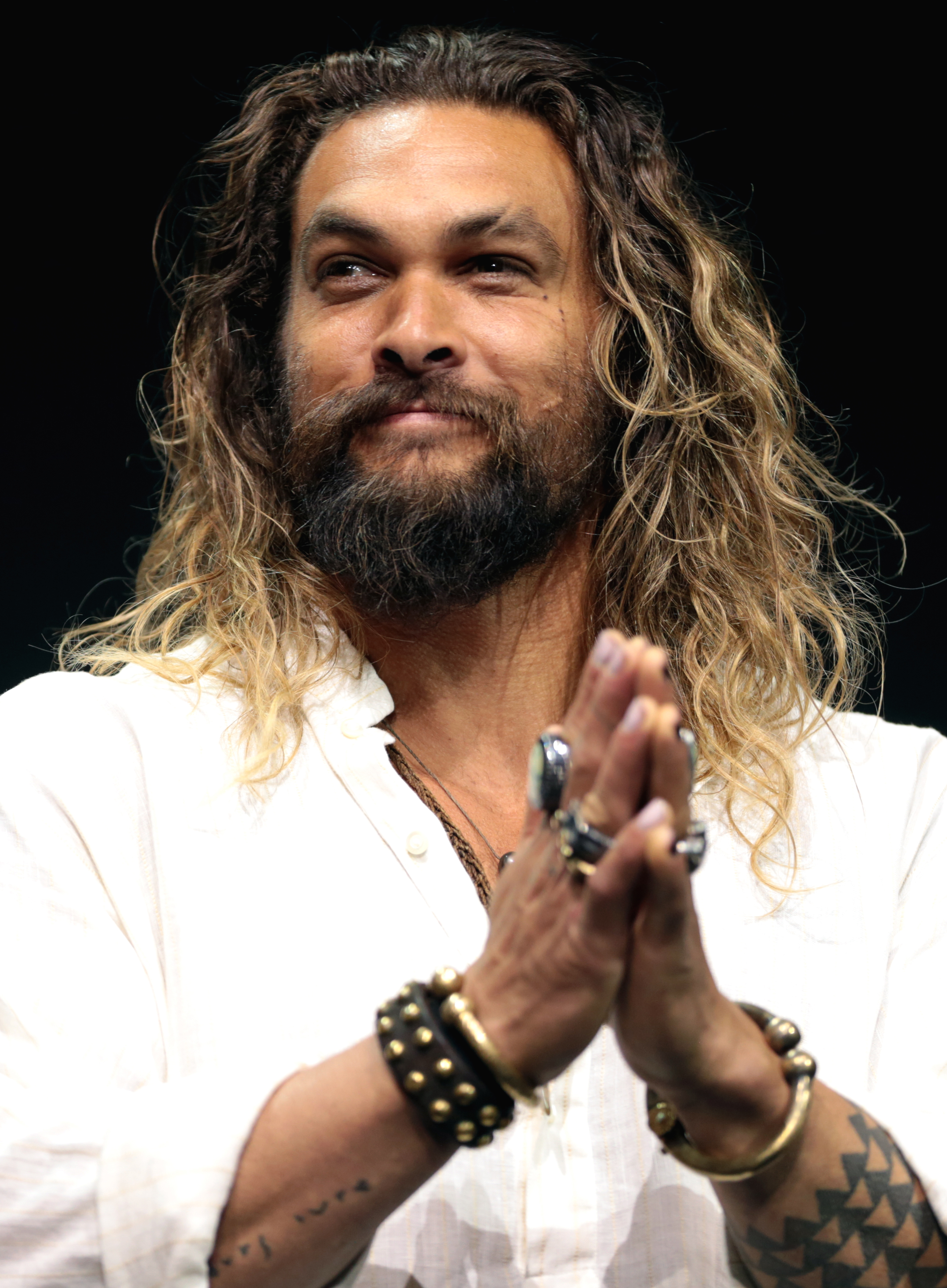
Jason Momoa (* 1979)

- 0010 př. n. l. – Claudius, římský císař († 13. října 54)
- 0126 – Pertinax, římský císař († 28. března 193)
- 1504 – Dorotea Dánská, dánská princezna a pruská vévodkyně († 11. dubna 1547)
- 1520 – Zikmund II. August, polský král z dynastie Jagellonců († 1572)
- 1546 – svatý Petr Faber, společník svatého Ignáce z Loyoly při zakládání jezuitského řádu (* 1506)
- 1555 – Edward Kelley, alchymista a spiritistické médium, spolupracovník Johna Dee († 1. listopadu 1597)
- 1626 – Šabtaj Cvi, zakladatel židovské sekty sabatiánů († 17. září 1676)
- 1627 – Luisa Savojská, princezna savojská a bádenská († 7. července 1689)
- 1658 – Pierre-Joseph Garidel, francouzský lékař a botanik († 6. června 1737)
- 1714 – Richard Wilson, velšský malíř († 15. května 1782)
- 1730 – Frederick Hervey, 4. hrabě z Bristolu, britský církevní hodnostář a šlechtic († 8. července 1803)
- 1744 – Jean-Baptiste Lamarck, francouzský přírodovědec († 1829)
- 1765 – Ignaz Rösler, zakladatel nožířského průmyslu v Mikulášovicích († 12. února 1837)
- 1779 – Francis Scott Key, americký právník a amatérský básník, autor textu státní hymny USA († 1843)
- 1782 – Evžen z Mazenodu, francouzský katolický světec († 21. května 1861)
- 1809 – William Travis, plukovník texaské armády v období Texaské revoluce († 6. března 1836)
- 1813 – Évariste Régis Huc, francouzský misionář († 26. března 1860)
- 1815 – Richard Henry Dana, Jr., americký právník, politik a spisovatel († 6. ledna 1882)
- 1817 – Adolf I. ze Schaumburg-Lippe, kníže německého knížectví Schaumburg-Lippe († 8. května 1893)
- 1819 – Herman Melville, americký spisovatel († 1891)
- 1825 – Mikuláš Štefan Ferienčík, slovenský úředník, novinář a spisovatel († 3. března 1881)
- 1837 – Mary Harris Jones, americká socialistka († 1930)
- 1838 – Ludvík Maria Bourbonský, hrabě z Trani a neapolsko-sicilský princ († 8. června 1886)
- 1843 – Emil Schallopp, německý šachový mistr († 9. dubna 1919)
- 1848 – Rudolf Dührkoop, německý fotograf († 3. dubna 1918)
- 1849 – George Dawson, kanadský vědec a zeměměřič († 2. března 1901)
- 1852 – Wilhelm von Bismarck, německý politik, syn říšského kancléře Otto von Bismarcka († 30. května 1901)
- 1861 – Ivar Otto Bendixson, švédský matematik († 29. listopadu 1935)
- 1862 – Montague Rhodes James, anglický povídkář, paleograf a mediavelista († 12. června 1936)
- 1863 – Gaston Doumergue, francouzský prezident († 1937)
- 1873 – Christian Rakovskij, předseda lidových komisařů Ukrajinské SSR († 11. září 1941)
- 1881 – Otto Toeplitz, německý matematik († 15. února 1940)
- 1885 – George de Hevesy, maďarský chemik, nositel Nobelovy ceny za chemii († 1966)
- 1889 – Walther Gerlach, německý fyzik († 10. srpna 1979)
- 1892 – Rjúnosuke Akutagawa, japonský spisovatel († 24. července 1927)
- 1893 – Alexandr I. Řecký, řecký král († 25. října 1920)
- 1894 – Juan Filloy, argentinský spisovatel († 15. července 2000)
- 1898 – Pierre Marinovitch, francouzský stíhací pilot († 2. října 1919)
- 1899 – Jimmie Angel, americký letec a dobrodruh († 8. prosince 1956)
- 1902 – Marie Alexandra Bádenská, princezna bádenská a hesenská († 29. ledna 1944)
- 1905 – Rudolf Dilong, slovenský básník († 7. dubna 1986)
- 1914 – Jack Delano, americký fotograf a hudební skladatel († 12. srpna 1997)
- 1916 – Fiorenzo Angelini, italský kardinál († 22. listopadu 2014)
- 1919 – James Hill, britský režisér a filmový producent († 7. října 1994)
- 1920 – James Mourilyan Tanner, britský dětský endokrinolog († 11. srpna 2010)
- 1921
  - Lili Chookasian, americká operní pěvkyně − kontraaltistka († 10. dubna 2012)
  - Jack Kramer, americký tenista († 12. září 2009)
- 1922 – Maria Hawkins Ellington, americká jazzová zpěvačka († 10. července 2012)
- 1923
  - Götz Rudolf Richter, německý spisovatel († září 2016)
  - Jean Prat, francouzský ragbista († 25. února 2005)
- 1924
  - Abd Alláh bin Abd al-Azíz, saúdskoarabský král († 23. ledna 2015)
  - Georges Charpak, francouzský fyzik polského původu, Nobelova cena za fyziku 1992 († 29. září 2010)
- 1925 – Ernst Jandl, rakouský básník, dramatik a spisovatel († 9. června 2000)
- 1929 – Hafizulláh Amín, afghánský prezident († 27. prosince 1979)
- 1930
  - Lawrence Eagleburger, americký politik († 4. června 2011)
  - Pierre Bourdieu, francouzský sociolog († 23. ledna 2002)
- 1931
  - Lloyd Brevett, jamajský kontrabasista († 3. května 2012)
  - Ramblin' Jack Elliott, americký zpěvák a kytarista
  - Harold Connolly, americký atlet, olympijský vítěz v hodu kladivem († 18. srpna 2010)
  - Eliáš Galajda, slovenský spisovatel a básník ukrajinské národnosti.
- 1933 – Antonio Negri, italský politický filozof marxistické orientace († 16. prosince 2023)
- 1936 – Yves Saint-Laurent, francouzský módní návrhář († 1. června 2008)
- 1938 – Paddy Moloney, irský hudebník († 11. října 2021)
- 1941 – Jordi Savall, španělský hudební vědec
- 1942 – Giancarlo Giannini, italský herec
- 1943
  - Jozef Šimončič, slovenský kameraman
  - Denny Cordell, anglický hudební producent († 18. února 1995)
- 1944 – Jurij Romaněnko, sovětský vojenský letec a kosmonaut
- 1945 – Douglas Dean Osheroff, americký fyzik, nositel Nobelovy ceny
- 1946 – Boz Burrell, britský kytarista a zpěvák († 21. září 2006)
- 1948 – David Gemmell, britský spisovatel († 28. července 2006)
- 1949
  - Kurmanbek Bakijev, prezident Kyrgyzstánu
  - Mugur Isărescu, rumunský politik a ekonom
  - Jim Carroll, americký básník a hudebník († 11. září 2009)
- 1951
  - Milka Zimková, slovenská spisovatelka, režisérka, autorka monodramat a herečka († 30. května 2023)
  - Tommy Bolin, americký kytarista († 4. prosince 1976)
  - Tim Bachman, kanadský kytarista
- 1952 – Zoran Djindjić, srbský politik († 12. března 2003)
- 1953 – Robert Cray, americký bluesový kytarista a zpěvák
- 1959 – Joe Elliott, britský rockový zpěvák
- 1963
  - Coolio, americký rapper († 28. září 2022)
  - Demián Bichir, mexický herec
  - Dean Wareham, novozélandský hudebník
- 1964 – Kaspar Capparoni, italský herec
- 1965 – Sam Mendes, britský režisér
- 1970 – Elon Lindenstrauss, izraelský matematik
- 1972
  - Thomas Woods, americký historik
  - Addi Somekh, americký umělec
- 1975
  - Juli Crockett, americká dramatička a zpěvačka
  - Olena Repko, ukrajinská sportovní lezkyně
- 1979 – Jason Momoa, americký herec
- 1983 – José Antonio Reyes, španělský fotbalista († 1. června 2019)
- 1984
  - Bastian Schweinsteiger, německý fotbalista
  - Linn-Kristin Riegelhuthová, norská házenkářka
- 1985 – Dušan Švento, slovenský fotbalista
- 1986
  - David Silva, španělský fotbalista
  - Jelena Vesninová, ruská tenistka
- 1987
  - Pavel Batušev, ruský horolezec
  - Jakov Fak, chorvatský biatlonista
- 1988 – Nemanja Matić, slovenský fotbalista srbského původu
- 1989
  - Daniel Woods, americký bouldrista
  - Raman Bandarenka, běloruský malíř zavražděn během protestů proti režimu († 12. listopadu 2020)
- 1996 – Katie Boulterová, britská tenistka

## Úmrtí
Viz též Kategorie:Úmrtí 9. srpna — automatický abecedně řazený seznam.

### Česko

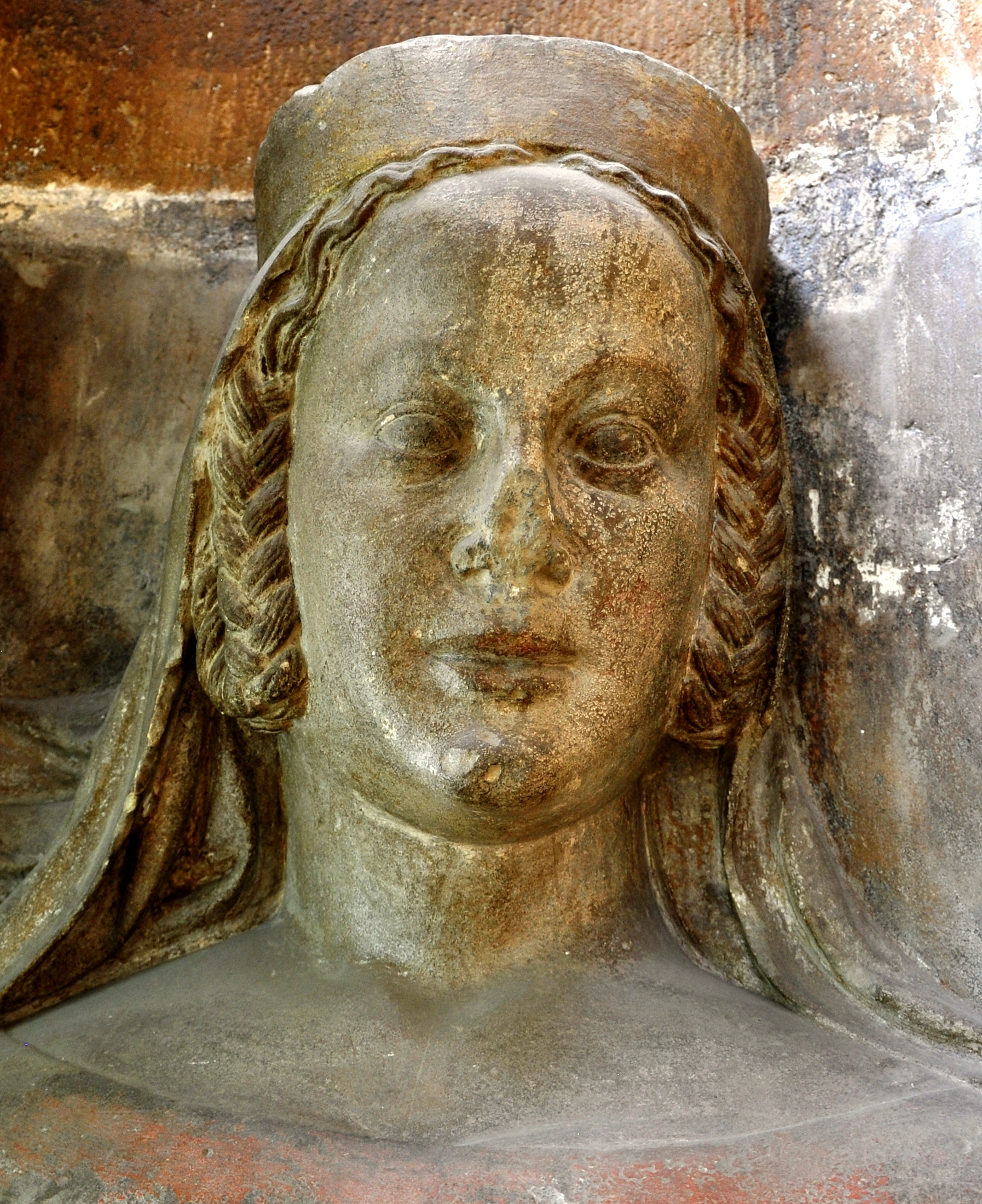
Blanka z Valois († 1348)

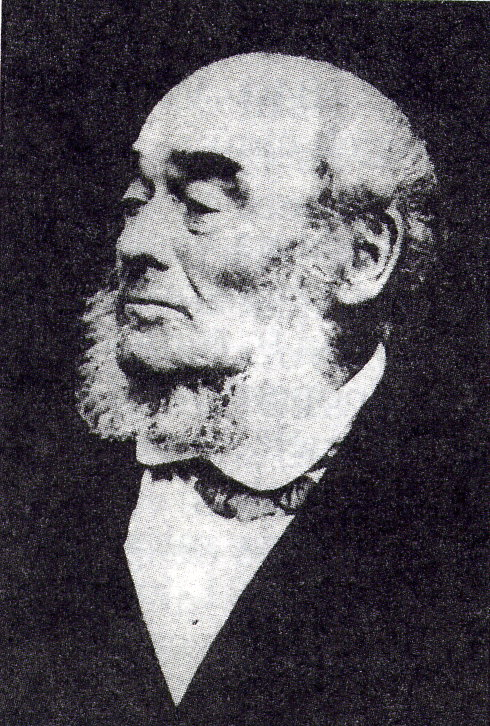
Václav Babinský († 1879)

- 1348 – Blanka z Valois, první manželka Karla IV. (* 1316)
- 1711 – Michael Václav Halbax, rakouský a český barokní malíř (* 1661)
- 1712 – František Preiss, barokní sochař (* 1660)
- 1737 – Václav Kleych, exulant, písmák a nakladatel (* 1678)
- 1879 – Václav Babinský, loupežník (* 20. srpna 1796)
- 1887 – Jan Krejčí, geolog (* 28. února 1825)
- 1922 – Václav Juda Novotný, hudební spisovatel a skladatel (* 17. září 1849)
- 1925 – Primus Sobotka, novinář, překladatel a etnograf (* 29. ledna 1841)
- 1927 – Ján Mitrovčák, politik (* 4. ledna 1860)
- 1942
  - Josef Rous, řezbář a restaurátor (* 20. dubna 1874)
  - Vojtěch Kuchynka, kontrabasista, sbormistr a hudební skladatel (* 7. května 1871)
- 1943 – Josef Karas, právník a politik (* 21. března 1867)
- 1951
  - Miroslav Sýkora, člen protikomunistického odboje (* 13. března 1923)
  - Miloš Morávek, člen protinacistického a protikomunistického odboje (* 24. prosince 1911)
  - Ladislav Ceé, člen protikomunistického odboje, popraven (* 27. února 1908)
- 1956 – Pavel Janák, architekt a designér (* 12. března 1882)
- 1958 – Jaroslav Panuška, malíř (* 3. března 1872)
- 1970 – Stanislav Jandík, spisovatel a grafik (* 14. května 1902)
- 1978 – Vlasta Javořická, spisovatelka (* 25. března 1890)
- 1983 – Ivan Luťanský, herec (* 19. dubna 1953)
- 1996 – Alois Veselý, sbormistr, dirigent, klarinetista, hudební skladatel a pedagog (* 31. října 1928)
- 1998 – Josef Ludl, fotbalista (* 3. června 1916)
- 2004 – Josef Kocourek, nejstarší parlamentní stenograf na světě (* 27. ledna 1916)
- 2011 – Milada Šubrtová, operní pěvkyně-sopranistka (* 24. května 1924)
- 2019 – Richard Vyškovský, architekt (* 13. července 1929)

### Svět
- 527 – Justinus I., východořímský císař (* 450)
- 1137 – Ludvík VI. Francouzský, francouzský král (* 1081)
- 1252 – Giovanni Carpini, italský cestovatel a františkánský mnich (* 1182)
- 1427 – Gentile da Fabriano, italský renesanční malíř (* asi 1370)
- 1457 – Lorenzo Valla, italský filolog a humanista (* 1407)
- 1464 – Cosimo Medicejský, italský bankéř (* 1389)
- 1546 – Petr Faber, francouzský jezuita (* 1506)
- 1584 – Marcantonio II. Colonna, generální kapitán Církve a místokrál Sicílie (* 26. února 1535)
- 1645 – Georg Schönberger, jezuitský teolog, rektor olomoucké univerzity (* 1597)
- 1714 – Anna Stuartovna, anglická královna (* 1665)
- 1787 – Alfons Maria z Liguori, italský misionář, biskup a světec (* 27. září 1696)
- 1798
  - Aristide Aubert Dupetit-Thouars, francouzský mořeplavec a národní hrdina (* 31. srpna 1760)
  - François-Paul Brueys d'Aigalliers, francouzský admirál (* 1753)
- 1808 – Lady Diana Beauclerk, anglická šlechtična z rodu Spencerů (* 24. března 1734)
- 1834 – Robert Morrison, britský protestantský misionář v Číně (* 5. ledna 1782)
- 1858 – Johann von Wessenberg, rakouský státník a diplomat (* 28. listopadu 1773)
- 1868 – Petr Julián Eymard, francouzský kněz prohlášený za svatého (* 4. února 1811)
- 1873 – Cecilia Underwood, vévodkyně z Inverness, manželka britského prince Augusta Frederika (* 1785/89)
- 1882 – Marie-Félix Blanc, francouzská princezna (* 22. prosince 1859)
- 1897 – Joseph Vacher, francouzský sériový vrah (* 16. listopadu 1869)
- 1903 – Calamity Jane, profesionální zvěd (* 1. května 1852)
- 1911 – Konrad Duden, německý filolog (* 1829)
- 1913 – Lesja Ukrajinka, ukrajinská spisovatelka (* 25. února 1871)
- 1918 – Gabriel Guérin, francouzský stíhací pilot (* 1892)
- 1919 – Alexandr Kazakov, ruský stíhací pilot (* 1889)
- 1920 – Bál Gangádhar Tilak, představitel indického hnutí za nezávislost (* 23. července 1856)
- 1923 – Julius von Blaas, italský malíř (* 22. srpna 1845)
- 1938 – Andrej Bubnov, bolševický politik (* 4. dubna 1884)
- 1943
  - Lýdie Vladimirovna Litvjaková, sovětská stíhací pilotka (* 18. srpna 1921)
  - Ismar Elbogen, německo-židovský učenec a rabín (* 1. září 1874)
- 1944 – Manuel Quezon, 1. prezident Filipínského Společenství (* 18. srpna 1878)
- 1965 – Haldor Halderson, kanadský hokejista, zlato na OH 1920 (* 6. ledna 1900)
- 1966 – John Spellman, americký zápasník, zlato na OH 1924 (* 14. června 1899)
- 1967
  - Michail Kovaljov, sovětský generál (* 7. července 1897)
  - Richard Kuhn, rakouský chemik, nositel Nobelovy ceny (* 1900)
- 1970 – Frances Farmer, americká herečka (* 19. září 1913)
- 1973
  - Walter Ulbricht, německý komunistický politik (* 30. června 1893)
  - Gian Francesco Malipiero, italský hudební skladatel (* 1882)
- 1977 – Francis Gary Powers, americký pilot (* 1929)
- 1981 – Julius Arigi, rakouský stíhací pilot (* 1895)
- 1987 – Pola Negri, americká herečka, hvězda němého filmu (* 1897)
- 1988 – John Francis Dearden, arcibiskup Detroitu a kardinál (* 15. října 1907)
- 1990 – Norbert Elias, německý sociolog (* 1897)
- 1996
  - Mohamed Farrah Aidid, samozvaný somálský vůdce (* 15. prosince 1934)
  - Tadeus Reichstein, polský chemik, nositel Nobelovy ceny (* 1897)
  - Frida Boccara, francouzská zpěvačka (* 29. října 1940)
- 1997 – Svjatoslav Richter, ruský klavírista (* 20. března 1915)
- 2003 – Marie Trintignantová, francouzská herečka (* 1962)
- 2004 – Philip Abelson, americký jaderný fyzik (* 27. dubna 1913)
- 2005
  - Al Aronowitz, americký novinář a manažer hudebních skupin (* 20. května 1928)
  - Fahd bin Abd al-Azíz, pátý král Saúdské Arábie (* 1923)
- 2006 – John Mole, anglický baskytarista (* 25. dubna 1949)
- 2007
  - Veikko Karvonen, finský atlet, bronzový maratónec na OH 1956 (* 1926)
  - Dillwyn Miles, velšský spisovatel a historik (* 25. května 1915)
- 2008 – Leopoldo Alas Mínguez, španělský spisovatel (* 4. září 1962)
- 2009 – Corazon Aquinová, bývalá filipínská prezidentka (* 1933)
- 2014 – Rod de'Ath, velšský bubeník (* 18. června 1950)
- 2016 – Anna Bourbonsko-Parmská, manželka krále Michala I. Rumunského a poslední rumunská královna (* 18. září 1923)

## Svátky

### Česko
- Oskar
- Ludomír, Ludomíra
- Medea
- Penelopa

### Svět
- Svatý Alfons Maria z Liguori (Liturgický kalendář)
- začíná Světový týden kojení
- Božidara slaví svátek na Slovensku
- Švýcarsko – Švýcarský národní den (Bundesfeiertag)